# Дуб Громашевського
Дуб Громашевського — ботанічна пам'ятка природи, розташований по вулиці Амосова, 5 (на території Інституту епідеміології та інфекційних хвороб імені Л. В. Громашевського НАМН України) у Солом'янському районі м. Києва. Заповіданий у грудні 2011 року (рішення Київради від 01.12.2011 № 730/6966).

## Назва
Названий на честь одного з засновників вітчизняної епідеміології Л. В. Громашевського.

## Опис
Дерево являє собою дуб черещатий віком 350 років. Висота дерева 30 м, на висоті 1,3 м дерево має в охопленні 4,63 м.

## Галерея

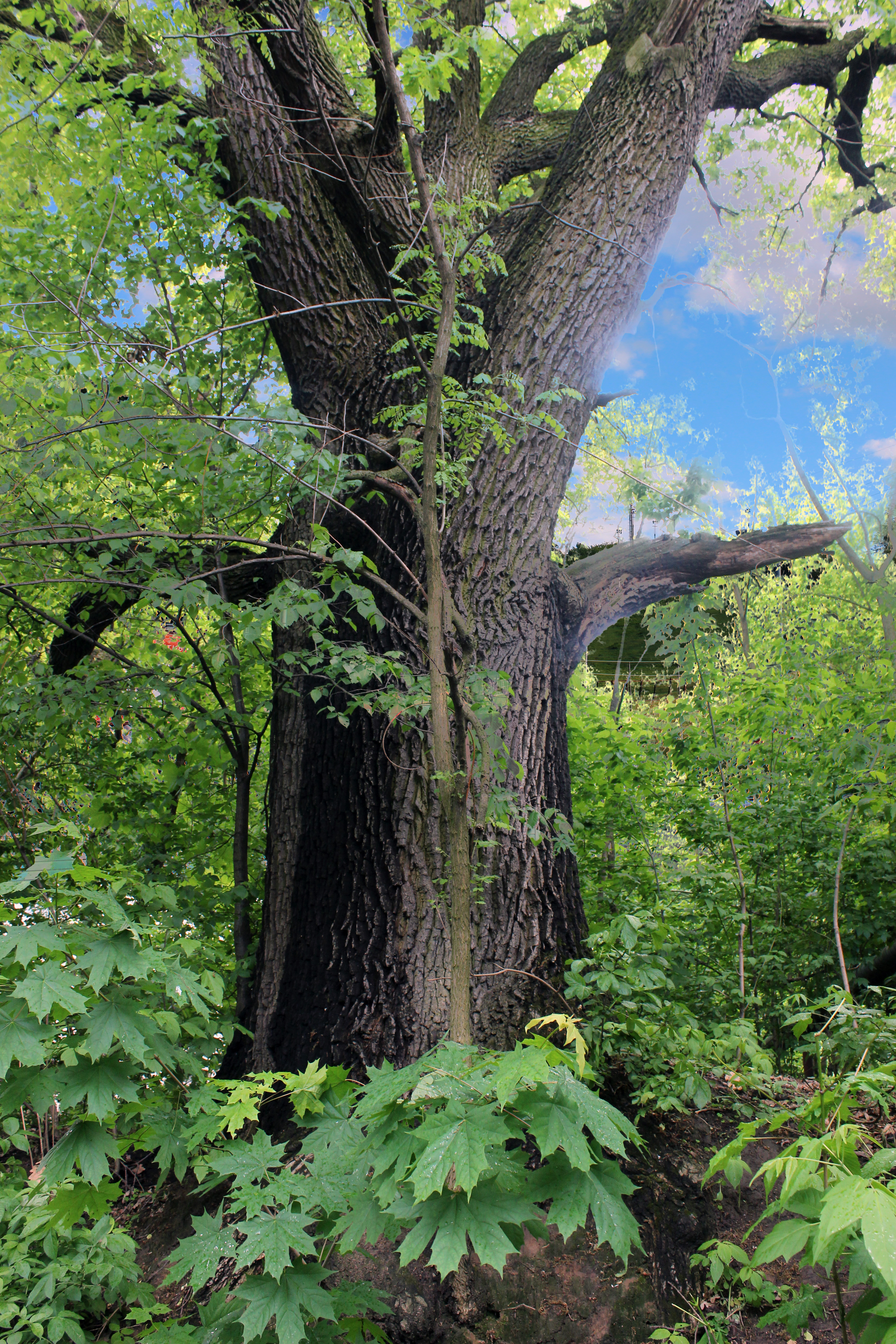
Дуб Громашевського 15 травня 2015 року
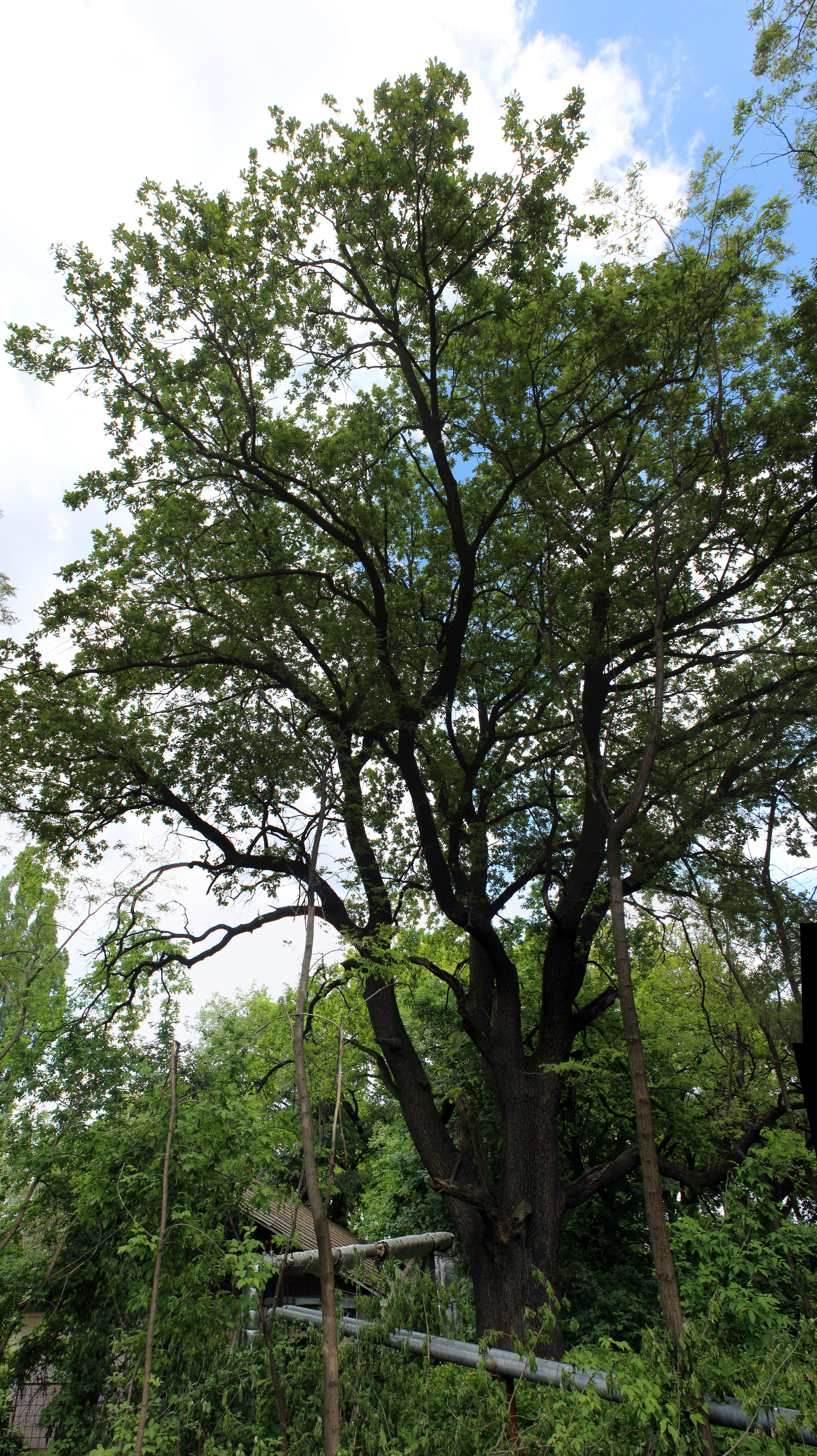
Дуб Громашевського 20 травня 2017 року
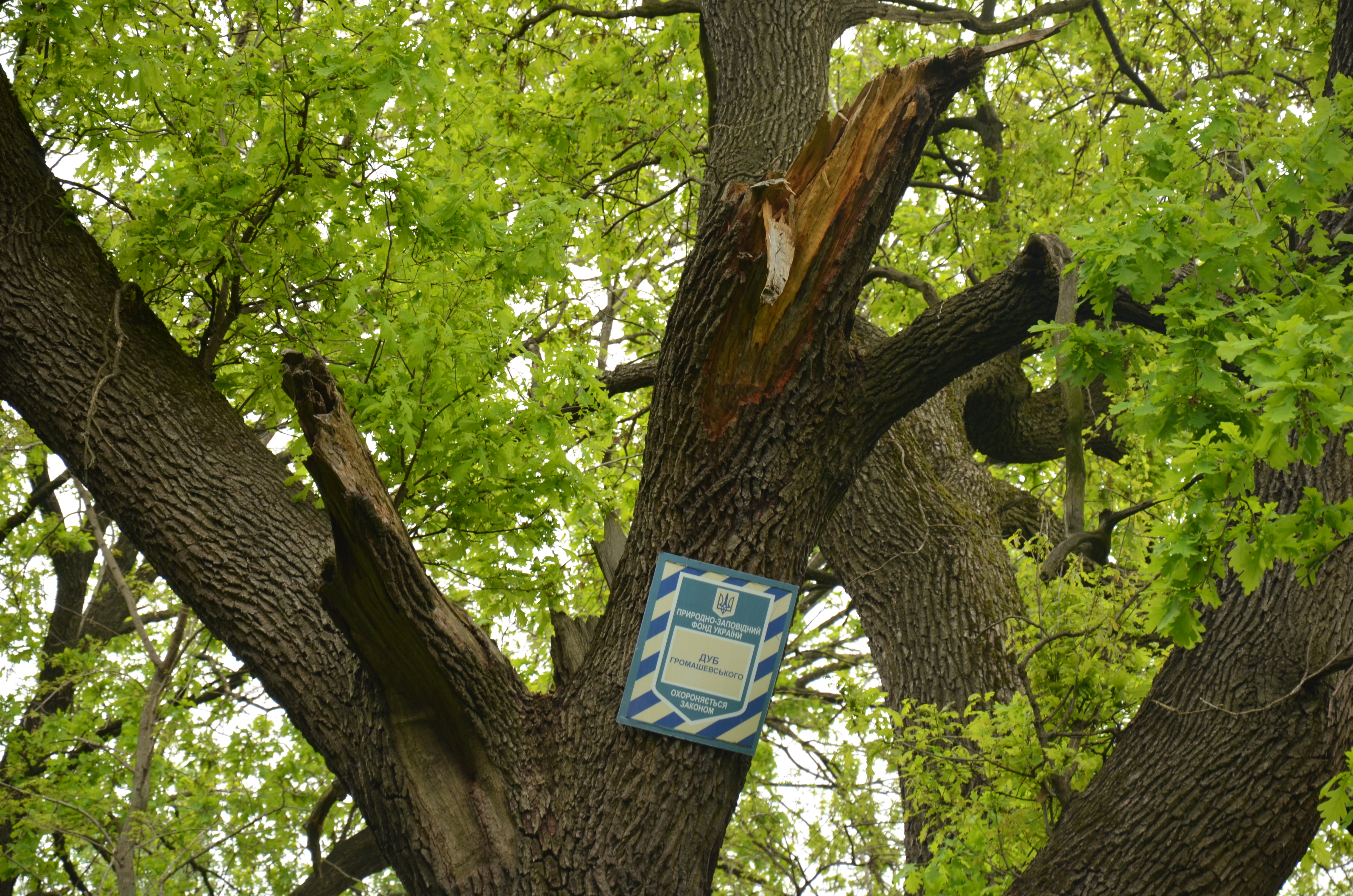
Дуб Громашевського 9 травня 2019 року
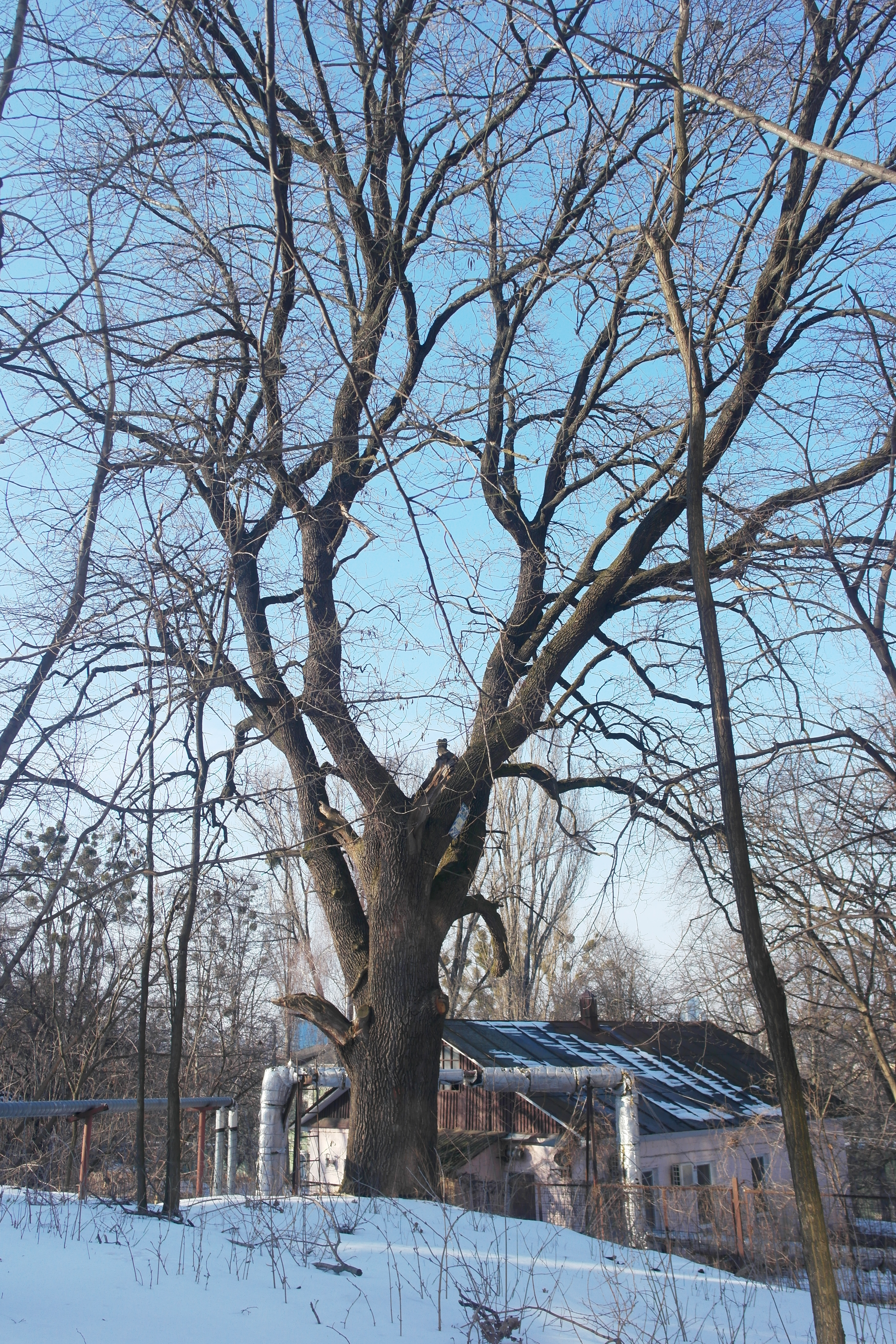
Дуб Громашевського 25 березня 2018 року